# Hajmáskér
Hajmáskér là một thị trấn thuộc hạt Veszprém, Hungary. Thị trấn này có diện tích 38,14 km², dân số năm 2010 là 3077 người, mật độ 81 người/km².